# توني نسوفور
توني نسوفور (بالإنجليزية: Tony Nsofor) رسام نيجيري.

## المعارض
ظهرت أعماله على نطاق واسع في المعارض الجماعية في نيجيريا وفي خارجها منها: معرض 6 رسامين جدد من نسوكا في عام 1997، المجلس الثقافي البريطاني، إينوجو ، بوجهٍ إنساني، جامعة عموم أفريقيا، لاغوس، أفريكا هيريتيج، بينالي إفريقيا السادس دائرة الفنانين، الفن من أجل الأمل، معرض غريند.

## سيرة شخصية
ولد في أوغوتا، نيجيريا في مايو 1973. درس الفنون الجميلة والتطبيقية في جامعة نيجيريا، نسوكا وتخصص في التصوير في عام 1997. بعد التخرج عمل مع جريدة كوميت لمدة عام بعدها اتجه إلى ممارسة الرسم بدوام كامل. يعمل منذ العام 2008 بدوام جزئي كمدرس فنّ في مدرسة وايتساندز، لاغوس، نيجيريا.

## كتابات
"الفن - مفهومية: ما هي الفكرة؟ "، مقالة في 234 Magazine 

## روابط خارجية
- توني نسوفور بواسطة جيس كاستيلوتي
- https://web.archive.org/web/20090106045311/http://www.art-in-nigeria.com/glimpse/Nsofor.htm
- https://web.archive.org/web/20110727163100/http://www.panafricanartists.org/heritage2006/songs_of_gold/Tony٪20Nsofor/profile.htm٪7B٪7